# Norvég labdarúgó-szuperkupa
A Norvég labdarúgó-szuperkupa (hivatalos nevén: Superfinalen) egy 2002-ben alapított, a Norvég labdarúgó-szövetség által kiírt kupa volt. Tradicionálisan az új idény első meccsét jelentette, s az előző év bajnoka játszott az előző év kupagyőztesével. Mindössze három alkalommal rendezték meg.
A legsikeresebb csapat a Rosenborg gárdája, két győzelemmel.

## Kupadöntők
| Év        | Győztes            | Eredmény           | Döntős             |
| --------- | ------------------ | ------------------ | ------------------ |
| 2002      | Viking Stavanger   | 0–2                | Rosenborg          |
| 2003–2008 | Nem rendezték meg. | Nem rendezték meg. | Nem rendezték meg. |
| 2009      | Stabæk             | 3–1                | Vålerenga          |
| 2010      | Aalesunds          | 1–3                | Rosenborg          |

## Statisztika

### Győzelmek száma klubonként
| Csapat           | Győztes        | Döntős   |
| ---------------- | -------------- | -------- |
| Rosenborg        | 2 (2002, 2010) | –        |
| Stabæk           | 1 (2009)       | –        |
| Viking Stavanger | –              | 1 (2002) |
| Vålerenga        | –              | 1 (2009) |
| Aalesunds        | –              | 1 (2010) |